# ドゥースブルフ

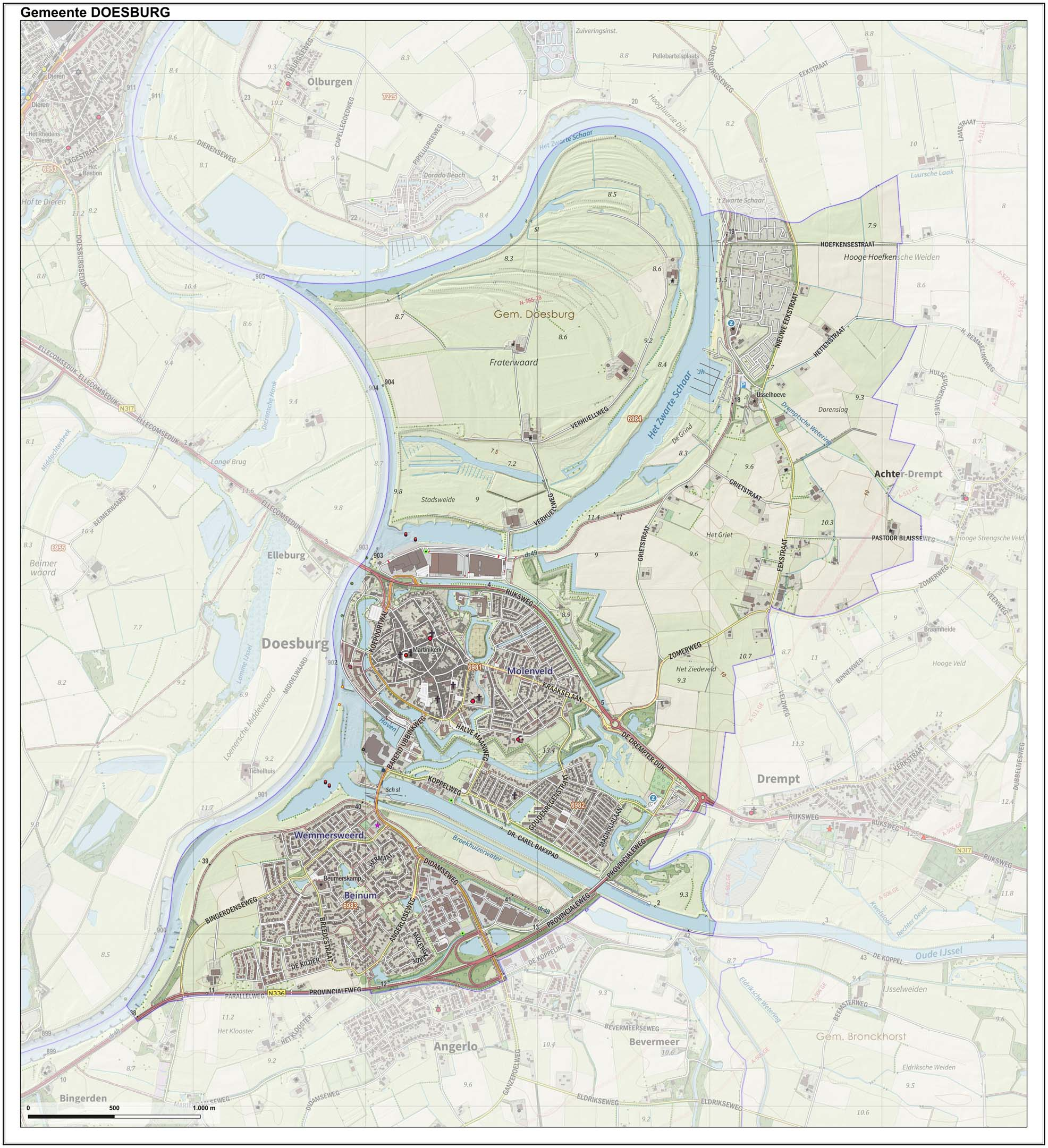
ドゥースブルフ（2017年3月）

ドゥースブルフ（オランダ語: Doesburg [ˈduzbʏrx] ( 音声ファイル)）とは、オランダヘルダーラント州にある基礎自治体（ヘメーンテ）。ドゥースブルフは1237年に都市権を与えられ、現在では11,602人の人口を擁している。アイセル川の右岸に位置しており、アイセル川と旧アイセル川の合流地点となっている。また、ドゥースブルフはアーネム＝ナイメーヘン都市圏を構成する一自治体となっている。

## 歴史
ドゥースブルフは隣町のドゥーティンヘムに市民権が与えられた翌年の1237年に都市権を与えられた。そのアイセル川と旧アイセル川に挟まれた戦略的に重要な立地のため、ドゥースブルフの砦は長らく強化されてきた。その砦は町を経済的、行政的に重要な都市に押し上げた。この時代に建てられたマルティニ大教会は町の中心となる教会でその高さは94mに及んでいる。多くの理由により、アイセル川と共栄していく事の問題は次第に解決され、ドゥースブルフの優位性と言うのは15世紀以降に次第に下がっていった。その後は地域の一自治体となったため、第二次世界大戦を経ても尚残っている町となっている。1974年には歴史的な町として保護されるに至った。
ドゥースブルフは1923年まで公式に囲郭都市であり、市街の拡大は不可能であった。第二次世界大戦後になると市街は急速に拡大していき、1950年代には町の東側にモーレンフェルト地区が作られた。旧アイセル川の南のベイヌームも70年代から80年代にかけて開発され、その後ベイヌームのさらに南のカンプステーデが開発されるようになった。21世紀に入るとアイセルカーデ周辺に44の住宅と124の集合住宅がイタリア人建築家のアドルフォ・ナタリニの下に開発された。2007年にはホテルの建設がされたが、数か月後に破綻し、その後暫くして営業は引き継がれた。

## 観光
ドゥースブルフの南部にはキャンプ場が複数あり、毎年4000人が時期になると宿泊しにやってくる。歴史的景観を有する中心部には博物館や彫像が多数存在しており、こちらも数千人が毎年訪れている。観光客の一番の目的は中央広場の訪問であり、この中央広場は国内で最古の公共の広場となっている。

## 産業
市の北側のN317号線附近にはフェルヘールヴェーグと呼ばれる工業団地が存在する。ここには国際的な運輸会社であるロトラ、金属会社のウッビンクが置かれている。ベイヌームの東、州道N338号線沿いにはベイヌーム＝オーストとベイヌーム＝ヴェストと呼ばれる工業団地が存在する。ここには様々な規模のベンチャー企業が立地しており、総合商社も立地している。アイセル川沿いには鉄鋼業やコールセンターが立地している。

## 著名人
- ヤン・ヘンドリック・ファン・キンスベルヘン（英語版） - 海軍大佐
- ペーター・フォン・ドゥースブルク（英語版） - 歴史家
- クレメンス・コルニールイェ（英語版） - 政治家

## ギャラリー

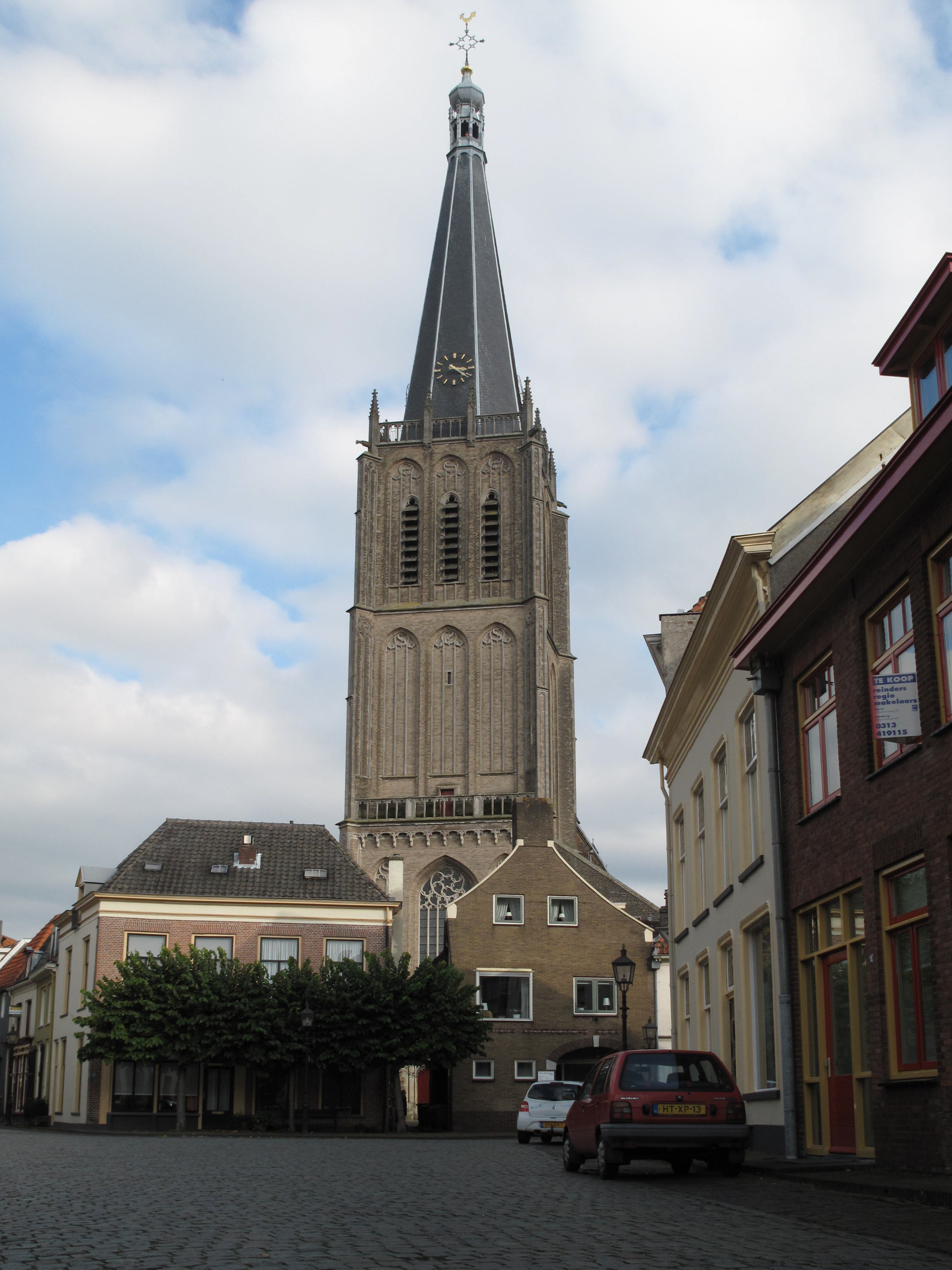
マルティニ教会
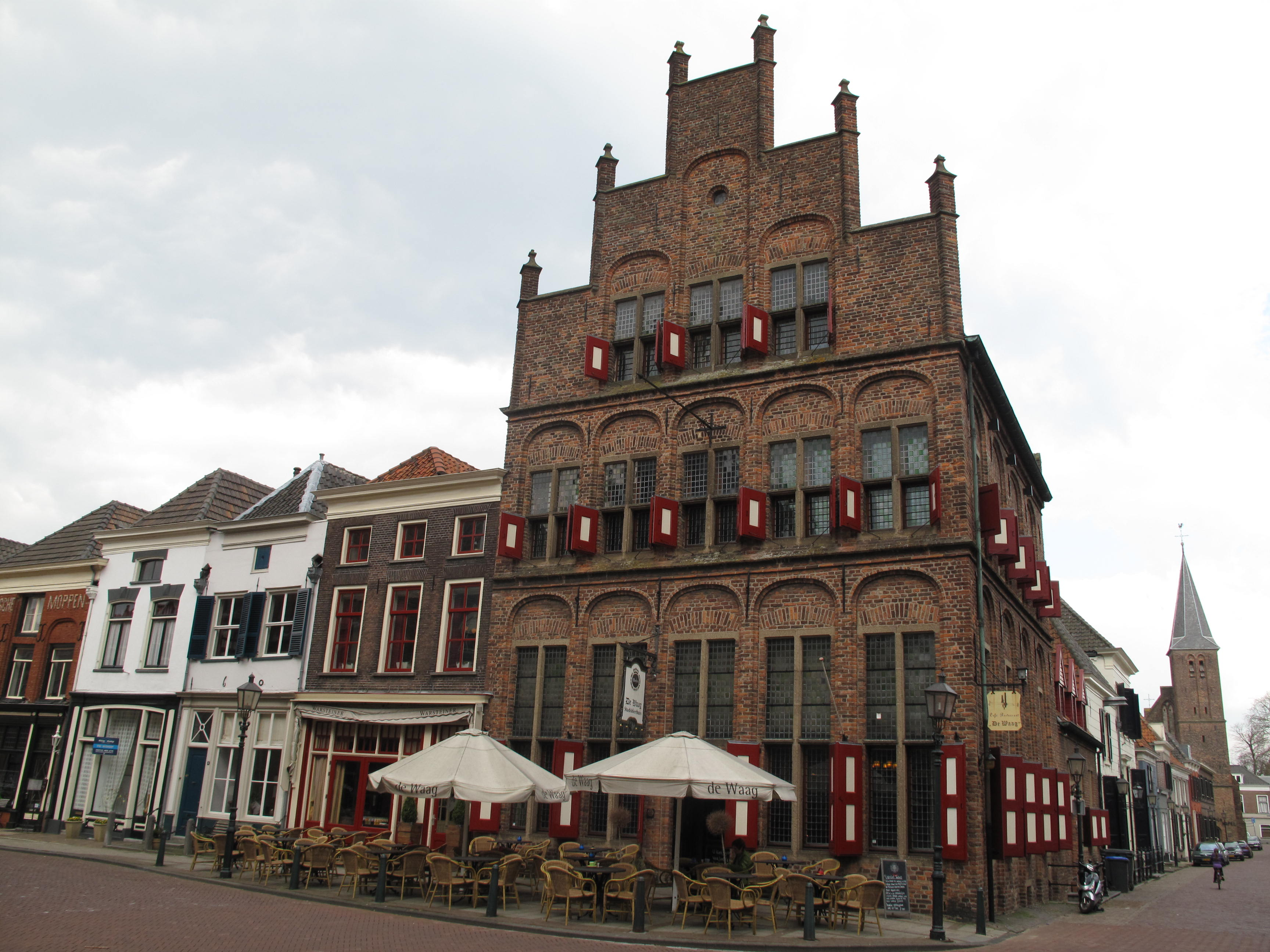
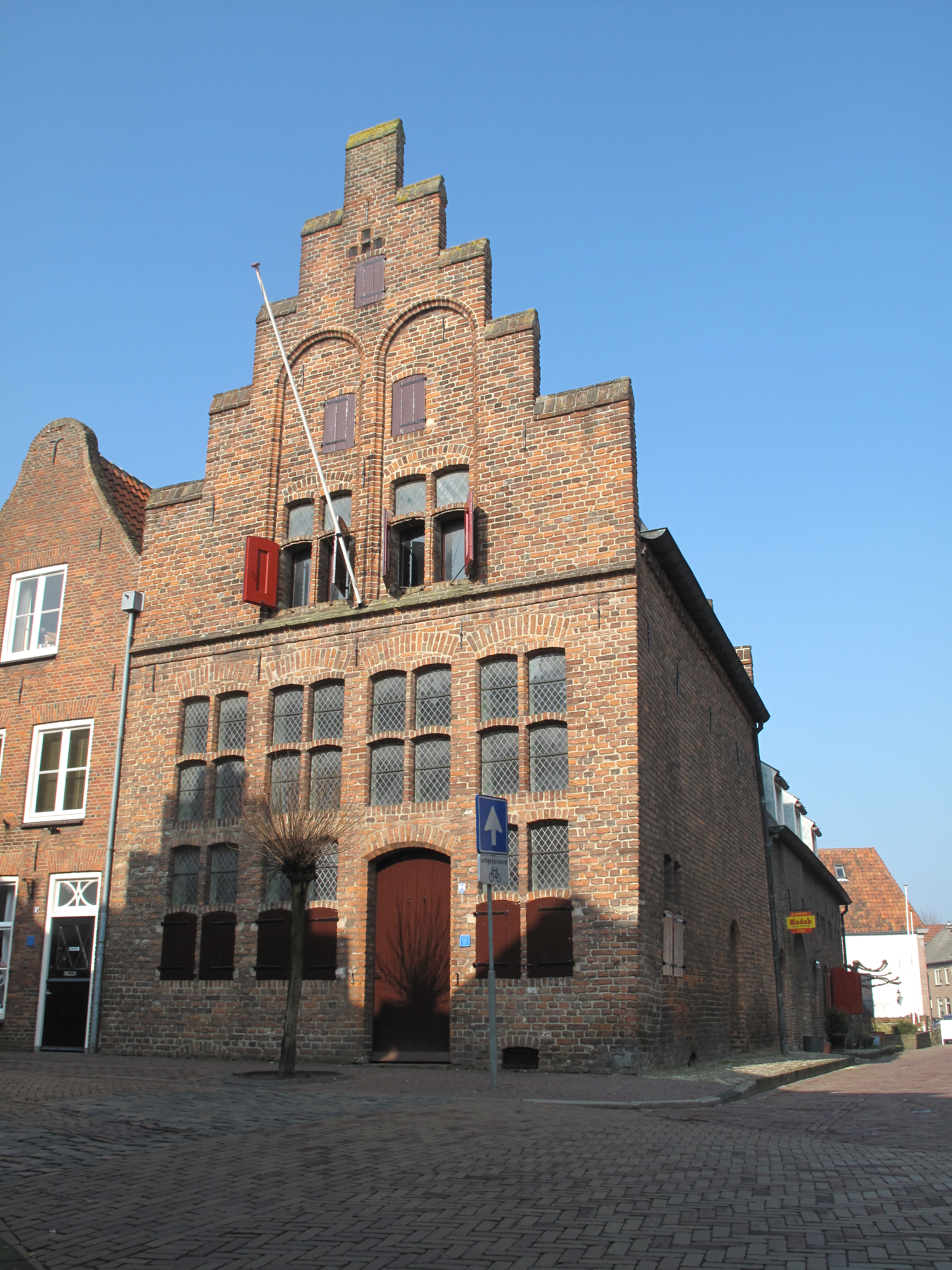
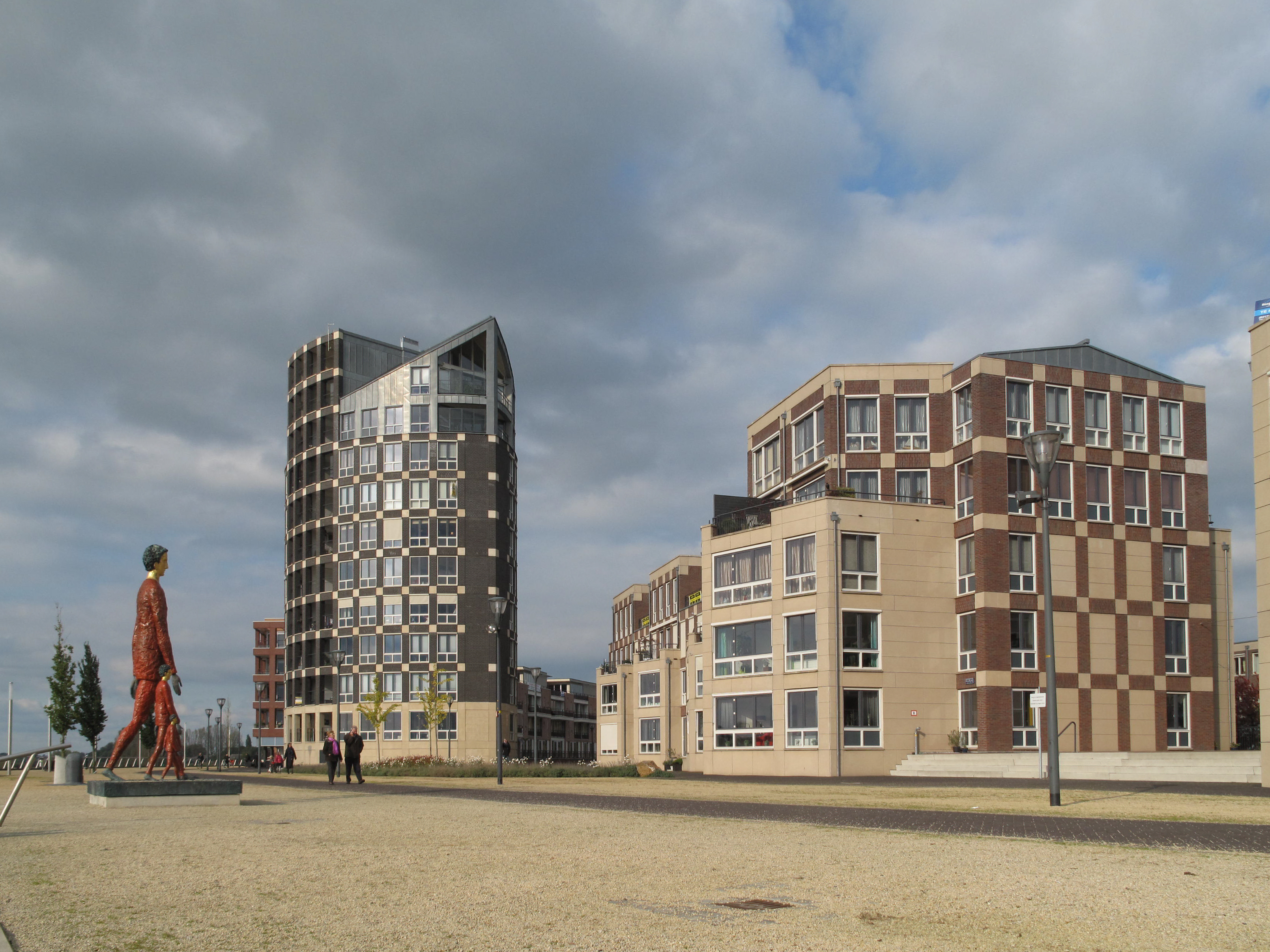
現代美術